# Birmania ai Giochi della XXXIII Olimpiade
La Birmania ha partecipato ai Giochi della XXXIII Olimpiade che si sono svolti a Parigi dal 26 luglio all'11 agosto 2024, con una delegazione di 2 atleti, 1 uomo e 1 donna in 2 discipline.

## Delegazione
| Sport     | Uomini | Donne | Totale |
| --------- | ------ | ----- | ------ |
| Badminton | 0      | 1     | 1      |
| Nuoto     | 1      | 0     | 1      |
| Totale    | 1      | 1     | 2      |